# Osso palatino
L'osso palatino è un osso pari e simmetrico dello splancnocranio, presente in molte specie del regno animale.
Nell'uomo  è situato nella parte posteriore della cavità nasale, tra la mascella e il processo pterigoideo dello sfenoide.  Contribuisce a costituire le pareti di tre cavità: il pavimento e la parete laterale della cavità nasale, il tetto della cavità orale e il pavimento dell'orbita oculare. Entra a far parte di due fosse, la pterigopalatina e la pterigoidea, e forma parte della fessura orbitaria inferiore.

## Aspetto
L'osso palatino, visto frontalmente, ricorda la lettera L maiuscola. Risulta costituito da una lamina orizzontale e da una lamina perpendicolare. Le due lamine sono connesse dal processo piramidale, che si dirige posterolateralmente. Gli altri due processi dell'osso sono il processo orbitario e quello sfenoidale, posti cranialmente alla lamina perpendicolare e separati da una profonda incisura, detta incisura sfenopalatina.
L'osso palatino umano si articola con sei ossa: lo sfenoide, l'etmoide, il mascellare, il cornetto nasale inferiore, il vomere e il palatino controlaterale.
Può essere sede di un'esostosi asintomatica e senza significato patologico chiamata torus palatini.

## Ossificazione
L'ossificazione dell'osso palatino è di tipo membranoso ed ha luogo a partire da un unico centro, che si forma tra la sesta e l'ottava settimana di sviluppo. Il centro corrisponde grossomodo alla lamina orizzontale.
Nei neonati l'altezza è equivalente alla larghezza, mentre nell'adulto si ha un'altezza doppia rispetto alla larghezza.

## Ulteriori immagini

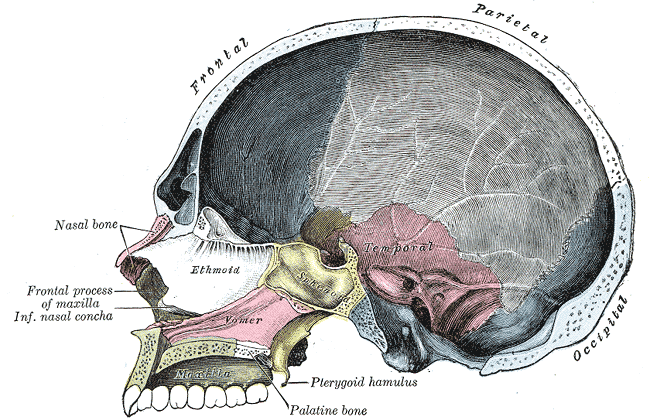
Sezione sagittale del cranio. L'osso palatino è indicato in basso a sinistra.
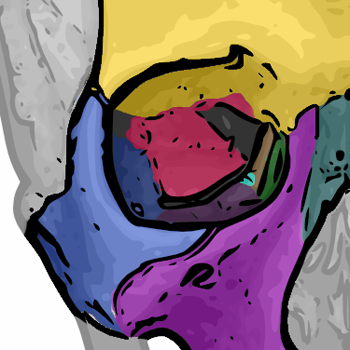
Le sette ossa che si articolano a formare la cavità orbitaria.
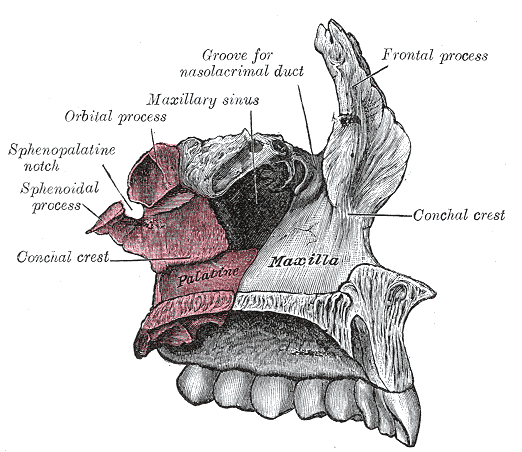
Articolazione dell'osso palatino di sinistra con il mascellare.
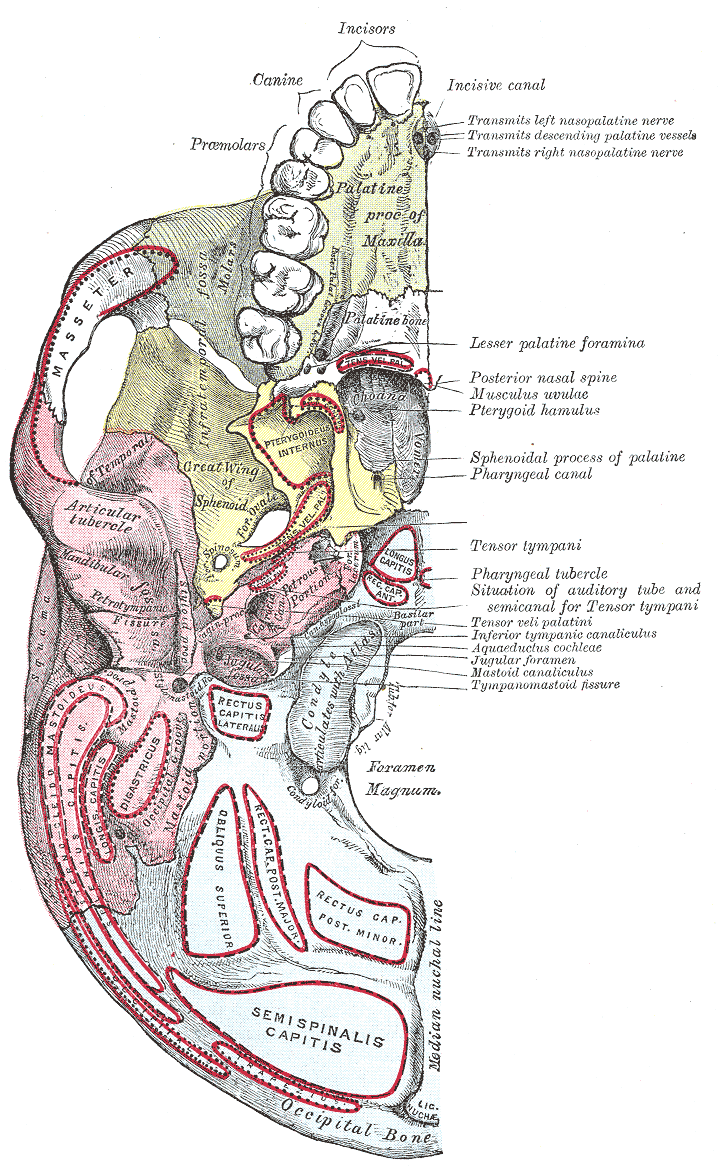
Base cranica, vista inferiore.
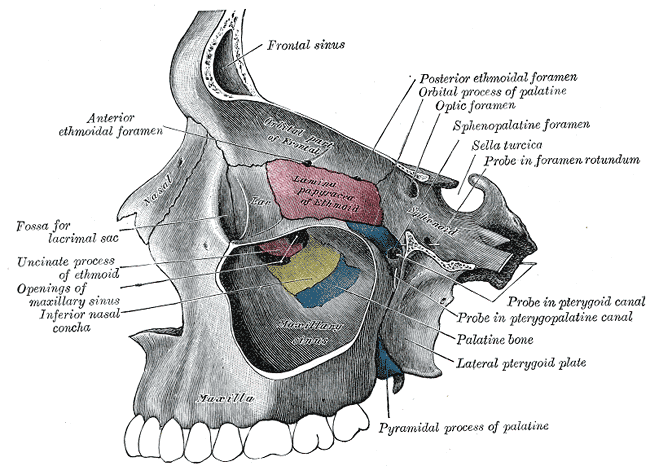
Parete mediale dell'orbita di sinistra.
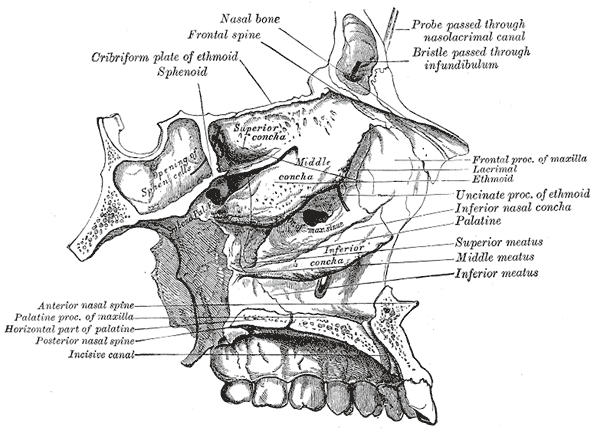
Tetto, pavimento e parete laterale della cavità nasale di sinistra.

## Negli altri animali
Nei pesci ossei l'osso palatino consiste esclusivamente di una lamina perpendicolare, posta presso il margine più interno dell'osso mascellare. La superficie inferiore dell'osso può presentare diversi denti, formando una seconda linea posteriore a quella della mascella. In molti casi, questi denti sono più grandi dei denti mascellari. Sebbene un aspetto simile fosse presente nei Tetrapodi primitivi, l'osso palatino è riduzionale nella maggior parte degli anfibi tuttora viventi, andando a costituire, nelle rane e nelle salamandre, solamente una sbarra posta tra il vomere e la mascella.
Fossili primitivi di rettili mantengono la struttura osservata nei vertebrati più antichi, ma nei mammiferi la superficie inferiore dell'osso palatino, nel corso dell'evoluzione, divenne ripiegata, a formare la lamina orizzontale. Questa, incontrandosi con quella controlaterale, permise la formazione della porzione posteriore del palato osseo, che separa la cavità orale da quella nasale, e rendendo più semplice la respirazione mentre si mangia. Uno sviluppo parallelo si ha avuto in grado differente in molti rettili tuttora viventi, raggiungendo la sua massima estensione nei coccodrilli.
Negli uccelli, l'osso palatino rimane separato, lungo i lati della porzione posteriore della mascella superiore, mostrando tipicamente un'articolazione mobile con il cranio.